# Hejnice (ort i Tjeckien, Liberec)
Hejnice är en stad i Tjeckien.   Den ligger i distriktet Okres Liberec och regionen Liberec, i den norra delen av landet, 100 km nordost om huvudstaden Prag. Hejnice ligger 377 meter över havet och antalet invånare är 2 751.
Terrängen runt Hejnice är kuperad åt sydost, men åt nordväst är den platt. Hejnice ligger nere i en dal. Runt Hejnice är det ganska glesbefolkat, med 43 invånare per kvadratkilometer. Närmaste större samhälle är Liberec, 15,1 km sydväst om Hejnice. I omgivningarna runt Hejnice växer i huvudsak blandskog.